# Pedro Traversari Infante
Pedro Traversari Infante  (n. Quito, Ecuador, 25 de diciembre de 1896 † Quito, Ecuador, 15 de agosto de 1952), militar y uno de los precursores de la aviación militar ecuatoriana, hijo de Pedro Pablo Traversari Salazar y de Elvira Infante Riesco.
Su juventud la vivió entre los agitados años de la Revolución Liberal, conociendo casi a diario sobre los distintos levantamientos y combates librados por la reacción conservadora, y más tarde por la segunda revolución alfarista. Esto posiblemente alentó el llamado de su vocación militar, por lo que en 1911 buscó el camino del cuartel e ingresó al Ejército del Ecuador. Poco tiempo después continuó sus estudios superiores militares en Chile donde terminó varios cursos de Estado Mayor y, finalmente, en 1915 ingresó a la Escuela Aeronáutica de Chile donde dos años más tarde obtuvo el título de Piloto Aviador, que le fue reconocido por la Federación Internacional de Aeronáutica.
En 1918 logró un récord de altura en vuelo, y en 1920, de regreso al Ecuador desarrolló una intensa actividad para dar impulso a la aviación ecuatoriana, habiendo sido Director de las escuelas de aviación de Quito y Guayaquil.
Al momento de su muerte muchos lo lamentaron y le rindieron homenaje, uno de estos fue fundar, en la ciudad de Quito, una escuela que lleva su nombre.